# Syrrako
Syrrako (în aromână Sireacu, în română, în trecut Săracu)  este un sat în prefectura Ioannina din zona Epirusului. Populația este formată în principal de Aromâni (denumiți și Vlahi). Aici s-a născut Ioannis Kolettis, politician aromân din Grecia.